# Ben Everitt
Benjamin William Everitt, connu sous le nom de Ben Everitt (né le 22 novembre 1979) est un homme politique conservateur britannique qui est député de Milton Keynes Nord de 2019 à 2024,.

## Biographie
Everitt est né à Grantham, Lincolnshire, en 1979, fils de Peter et Rosemary Everitt. Il fréquente la King's School de Grantham, puis l'Université de Durham, où il obtient un BSc. Everitt travaille comme consultant en gestion pour Deloitte de 2009 à 2012. Il est ensuite chef de la stratégie pour l'Institut des comptables agréés en Angleterre et au Pays de Galles de 2012 à 2020.
Aux élections locales de 2015, Everitt est élu au conseil du district d'Aylesbury Vale, représentant Great Brickhill et le quartier Newton Longville pour les conservateurs. Il est élu député de la circonscription marginale de Milton Keynes North aux élections générales de 2019, succédant à l'ancien député conservateur Mark Lancaster. En 2020, Aylesbury Vale devient une partie du conseil nouvellement créé de Buckinghamshire, et Everitt reste conseiller de la nouvelle structure jusqu'aux élections inaugurales en mai 2021,.
Everitt est un partisan du Brexit.
Il épouse Emma Skinner en 2006; le couple a un fils et deux filles.